# Харьковский государственный университет питания и торговли
Харьковский государственный университет питания и торговли (укр. Харківський державний університет харчування та торгівлі) — упразднённый профильный университет Украины, IV уровня аккредитации, осуществляющий подготовку специалистов для предприятий ресторанного и гостиничного хозяйств, торговли, пищевой промышленности, таможенных служб, туризма, налоговой системы, а также для учебных заведений І-ІV уровней аккредитации на дневном и заочном отделениях.
Университет реорганизован в 2021 году, войдя в состав новосозданного Государственного биотехнологического университета.

## История
Университет ведёт свою предысторию от Коммерческого училища Императора Александра ІІІ, основанного по инициативе гильдии купцов Харькова в 1893 году, которое в 1916 году трансформировано в Харьковский коммерческий институт.
Продолжением славных традиций коммерческого образования Слобожанщины стало открытие в 1922 году Харьковского института советской торговли. После его перевода в 1959 году в Донецк в Харькове был образован вечерне-заочный факультет теперь уже Донецкого института советской торговли.
Новейшая история начинает свой отсчёт с 1 июля 1967 года, когда на базе указанного факультета Приказом Министерства торговли СССР в соответствии с Постановлением ЦК КПСС и Совета Министров СССР и Постановления ЦК КП Украины и Совета Министров СССР был создан Харьковский институт общественного питания. Институт осуществлял подготовку специалистов по специальностям: 1011 - Технология и организация общественного питания; 1729 - Экономика торговли; 1737 - Бухгалтерский учёт; 1732 - Товароведение и организация торговли промышленными товарами; 1733 - Товароведение и организация торговли продовольственными товарами.
Сначала институт находился в подчинении республиканского Министерства торговли.
В 1992 году Харьковский институт общественного питания в связи с реорганизацией Министерства торговли Украины подчиняется Министерству образования Украины, а в 1994 году после государственной аккредитации на базе института общественного питания образована Харьковская государственная академия технологии и организации питания.
В 2002 году в связи с 35-летием деятельности Постановлением Кабинета Министров Украины вуз получил статус университета и название «Харьковский государственный университет питания и торговли».

## Кампуса и корпуса
Университет расположен в 5 учебных корпусах, которые составляют единый ансамбль сооружений, общая площадь которых — 41 323 м2.
Учебные и научно-исследовательские лаборатории оснащены современным оборудованием и приборами.
Для обеспечения учебного процесса в учебно-консультационных центрах городов Днепр, Николаев и Первомайск, университет арендует 2 092 м2 площади.
Два общежития на 917 койко-мест полностью обеспечивают потребности иногородних студентов.
В университете функционирует комбинат питания.
Для развития талантов студентов и организации их досуга действует дворец студентов «Современник» на 500 мест, в котором работают 15 кружков художественной самодеятельности.

## Институты и факультеты
В структуре университета функционируют Учебно-научный институт пищевых технологий и бизнеса, 5 факультетов, Центр довузовской подготовки, подготовительные отделения для отечественных и иностранных граждан, Институт последипломного бизнес-образования, Торгово-экономический лицей, учебно-консультационные центры в трёх городах Украины.

### Учебно-научный институт пищевых технологий и бизнеса
Подготовка специалистов в институте осуществляется по направлению «Пищевые технологии и инженерия» по специальностям:
- «Технологии питания». Специализации: «Технология продукции оздоровительного, диетического и функционального питания», «Технология питания в ресторанном, гостиничном и туристическом бизнесе»;

- «Технология хлеба, кондитерских, макаронных изделий и пищеконцентратов»;
- «Технология хранения, консервирования и переработки плодов и овощей». Специализации: «Пищевые технологии переработки и экспертизы сырья на малых предприятиях, в организациях ресторанного, гостиничного бизнеса и торговле», «Технологии функциональных оздоровительных продуктов»;

- «Технология хранения, консервирования и переработки мяса»;
- «Технология хранения, консервирования и переработки молока». Специализации: «Пищевые технологии переработки и экспертизы сырья на малых предприятиях, в организациях ресторанного, гостиничного бизнеса и торговли»;
- «Технологии функциональных оздоровительных продуктов».

### Факультет оборудования и технического сервиса
Факультет осуществляет подготовку специалистов для предприятий торговли, питания, пищеперерабатывающей промышленности.
- «Оборудование перерабатывающих и пищевых производств». Специализации: «Технологическое оборудование перерабатывающих и пищевых производств (мясоперерабатывающих, молочных, хлебопекарских, макаронных, кондитерских, плодоовощеконсервных)»;
- «Оборудование предприятий питания и кулинарных цехов»;
- «Холодильное оборудование предприятий пищевых производств, питания и торговли»;
- «Торговое технологическое оборудование предприятий питания и торговли»;
- «Оборудование таможенных служб».

### Факультет товароведения и торгового предпринимательства
Специальности:
- Товароведение и коммерческая деятельность;
- Товароведение и экспертиза в таможенном деле;
- Экспертиза товаров и услуг;
- Управление экологической безопасностью и качеством товаров;
- Организация оптовой и розничной торговли.

### Факультет менеджмента
Факультет осуществляет подготовку студентов для профессиональной деятельности в отрасли торговли, ресторанного хозяйства, а также в туристических и гостиничных комплексах.
Специальности:
- Менеджмент организаций и администрирования. Специализации: Менеджмент в торговле и ресторанном хозяйстве; Менеджмент в туризме и гостиничном хозяйстве.

- Менеджмент внешнеэкономической деятельности. Специализации: Менеджмент международного туризма; Менеджмент международной торговли.

- Гостиничное и ресторанное дело;
- Курортное дело.

### Экономический факультет
Факультет обеспечивает подготовку специалистов для отраслей экономики, маркетинга, международной деятельности.
Специальности:
- Экономика предприятия. Специализация: Экономика предприятия на рынке товаров и услуг;
- Международная экономика;
- Маркетинг.

### Учётно-финансовый факультет
Факультет осуществляет подготовку специалистов для разных типов и видов предприятий торговли, питания, их финансовых отделов; органов казначейства, банков, государственных налоговых администраций, страховых компаний, аудиторских фирм для работы на должностях экономического советника, коммерческого директора, аудитора консультанта, финансового менеджера, управляющего финансами, бухгалтера, для преподавательской и научно-исследовательской деятельности.
Специальности:
- Учёт и аудит. Специализация: Учёт и аудит на предприятиях торговли и ресторанного хозяйства;
- Финансы и кредит. Специализации: Государственные финансы, Налогообложение.

## Почётные доктора и выпускники
В университете работают десять лауреатов Государственной премии Украины, два заслуженных деятеля науки и техники Украины, пять заслуженных работников образования Украины, 58 отличников образования Украины. Нагрудными знаками Министерства образования и науки, молодежи и спорта Украины «Петра Могилы» награждено пять сотрудников, «За научные достижения» — один сотрудник университета.